# 小行星24044
小行星24044（24044 Caballo）是一颗绕太阳运转的小行星，为主小行星带小行星。该小行星于1999年9月19日发现。

## 轨道参数
小行星24044的轨道半长轴为357 415 823 km，2.3891432 UA，离心率为0.143。